# 飛騨電灯
飛騨電灯株式会社（旧字体：飛驒電燈株式會社󠄁、ひだでんとう かぶしきがいしゃ）は、明治末期から昭和戦前期にかけて存在した日本の電力会社である。岐阜県高山市を本拠とし、岐阜県飛騨地方に電気を供給した。
1904年（明治37年）に合資会社として設立され、年内に飛騨地方最初の電気事業者として開業した。株式会社への改組は1906年（明治39年）。1910年代と1930年代には周辺事業者の統合を進めて現在の高山市域のほか下呂市域にも供給区域を広げた。太平洋戦争下の1942年（昭和17年）、配電統制令に基づき中部配電へ事業設備を出資して消滅した。

## 沿革

### 合資会社として開業

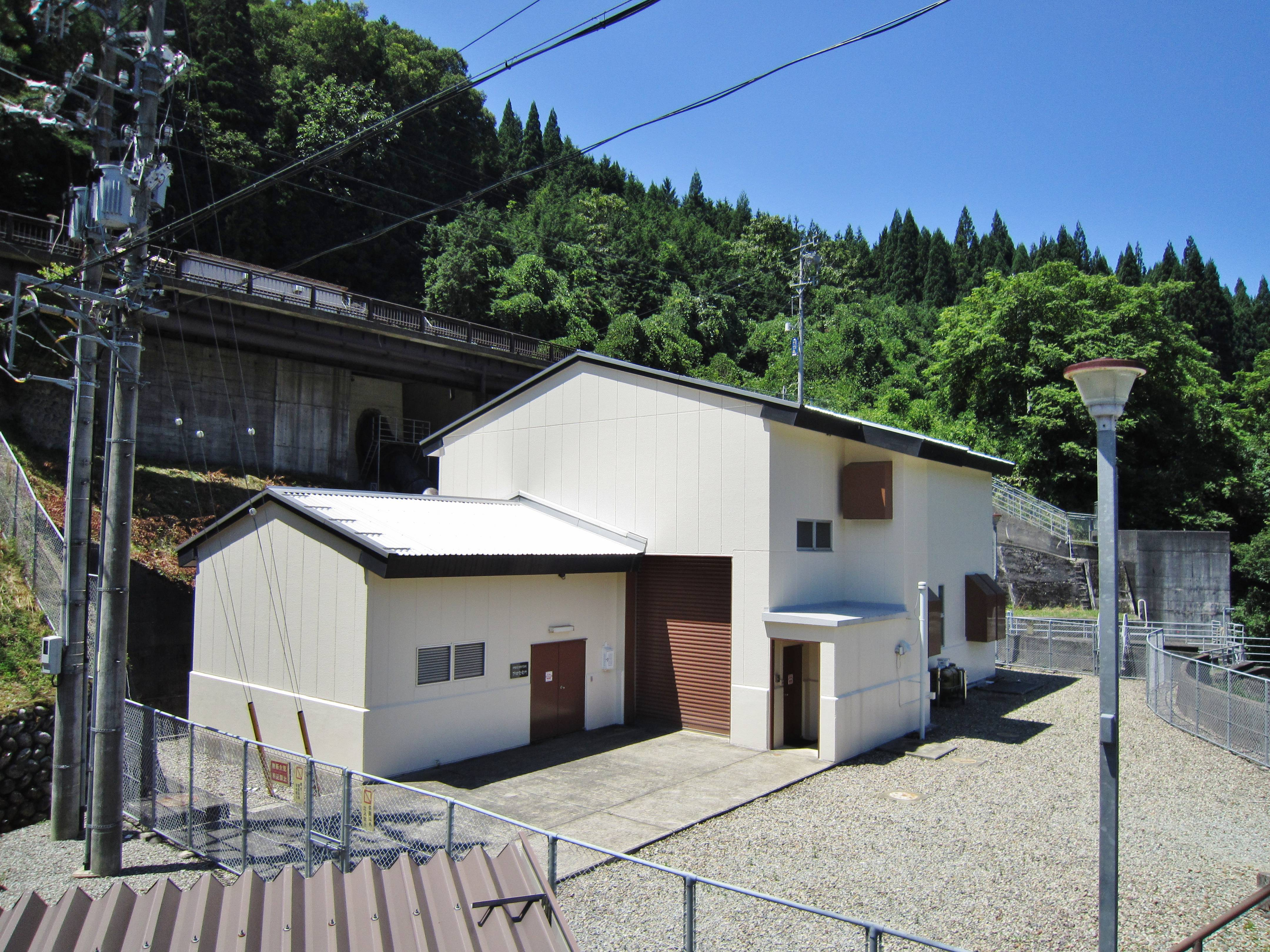
下切発電所（2012年）

1894年（明治27年）7月、中部地方3番目の電力会社・岐阜電灯（後の岐阜電気）が岐阜市に開業し、岐阜県において電気事業の歴史が始まった。日露戦争前の段階では中部地方における事業者数増加のペースは緩やかであったが、岐阜電灯に続いて1898年（明治31年）に県下2番目となる八幡水力電気が郡上郡八幡町（現・郡上市）に開業した。
美濃に属する岐阜・郡上八幡での起業に続き、飛騨に属する高山（大野郡高山町。1936年高山市となる）でも電気事業起業の動きが始まった。高山における電気事業の創業者は、同地で製糸業を営む住民平（すみ みんぺい、1847 - 1922年）である。住は町の消防組組頭としても活動していたところ、鉄道誘致活動に奔走していた際に知見を得た電灯を、火災防止の観点から高山にも導入しようと考えた。住は1898年夏にその考えを町の有力者を集めて披露し、翌年には神通川（宮川）支流小八賀川から水を引く下切用水に水力発電所を構え、高山町と吉城郡古川町（現・飛騨市）に配電するという具体的計画をまとめた。そして1900年（明治33年）12月、住民平ほか10名が発起人となった「飛騨電灯株式会社」の電気事業営業許可願が逓信省へ提出された。しかしその後発起人の脱退が相次ぎ、申請も却下となった。
申請が却下されたものの住は起業を断念せず、会社の規模を縮小し合資会社の名義で改めて電気事業営業許可を出願、1902年（明治35年）8月25日付でその許可を得た。住は電気事業に先立って奔走していた鉄道誘致活動に失敗して周囲からの信用を失っていたことから、起業にあたって高山での金策ができず、協力者を求めて遠方への出張を余儀なくされた。そして最終的に、親交のあった京都帝国大学教授小木寅次郎と、彼が退官後の顧問着任を予定していた横浜の電機商社バグナル・アンド・ヒレス商会の協力を取り付けることに成功した。1904年（明治37年）5月29日、住は飛騨電灯合資会社の設立に漕ぎつけた。資本金は4万円で、小木の実弟西野計之助が2万8000円、住民平と小木の門下生笠原謙治郎（主任技師就任）がそれぞれ5000円、住の長兄・長三郎が2000円を出資している。
会社設立となった飛騨電灯では大野郡上枝村大字下切（現・高山市下切町）にて下切発電所の工事に着手した。発電機器はバグナル・アンド・ヒレス商会を通じて取り寄せられており、水車とゼネラル・エレクトリック (GE) 製の三相交流発電機（出力75キロワット (kW)）各1台が据え付けられた。そして1904年11月11日、飛騨電灯は開業し高山に電灯が初めて点灯した。岐阜県では3番目、飛騨地方では最初の電気事業開業である。なお逓信省の資料では事業開始の日付は11月12日付となっている。

### 株式会社への改組
飛騨電灯に先行して開業した岐阜電灯は火力発電による経営で、八幡水力電気も水力発電で開業したものの技術的な問題が多く火力発電主体で営業していたため、飛騨電灯の下切発電所は岐阜県下で初めて成功を収めた水力発電所となった。技術的な安定に加え、需要地近くに水力発電所を用意できたことから電灯料金を安価（10燭灯の場合、岐阜電灯の月1円10銭に対し飛騨電灯は月75銭）に設定できた。低料金によって需要が喚起された結果、1904年末時点で需要家数284戸・電灯数556灯であった供給成績は、以後も順調に伸び続けた。
事業が軌道に乗ったのを機に飛騨電灯を合資会社から株式会社へと改組する手続きが進められた。まず1905年（明治38年）8月2日、飛騨電灯合資会社と飛騨電灯株式会社発起人（発起人総代は住民平）の間で事業譲渡契約が締結される。同年12月6日にこの事業譲渡に対する逓信省の認可があり、翌1906年（明治39年）7月25日、京都市で飛騨電灯株式会社の創立総会が開催されて新会社の発足をみた。新会社の資本金は1万円増の5万円で、小木寅次郎・西野計之助らが中心に出資した。住も出資し取締役に就いたが、代表者の専務取締役には小木が就任している。新会社は8月4日の設立登記と同時に営業を開始した。最初の決算である1906年12月末時点では電灯979灯を点灯していた。
株式会社改組後も飛騨電灯は順調な経営を続けたが、地元高山には地元資本の会社ではないと受け止められ、会社の外で地元以外の経営者を排斥する運動が発生した。社外の動きを見て小木らのグループは持株を手放して会社から退き、その代わりに1908年（明治41年）3月の役員改選にて小森文助・平田政十郎・平田篤松が取締役、永田吉右衛門・土川宗右衛門・日下部九兵衛が監査役に就任した。このうち小森が専務取締役を務める。6名とも高山町在住の人物で、同地にある飛騨銀行の役員も兼ねている（永田が頭取）。3年後の1911年（明治44年）3月には設立以来初めてとなる10万円の増資が決議された。なお1915年（大正4年）初頭の時点では小森に代わって平田篤松が専務を務めている。
1912年（明治45年）5月、下切発電所で初めての発電機増設が実施され、発電所の認可出力が75 kWから150 kWに引き上げられた。同年末時点での供給区域は高山町とこれに隣接する大野郡大名田村（一部）・大八賀村（大字三福寺のみ）・灘村（大字桐生のみ）、それに吉城郡古川町の一部で、取付電灯数は3075灯、設置電動機数は6台・計58馬力 (43kW) であった。なお1914年（大正3年）時点では供給区域に古川町に隣接する吉城郡国府村も追加されている。

### 小坂・萩原進出
1917年（大正6年）11月、下切発電所2号機（1912年設置）を取り替え、認可出力を200 kWへとさらに引き上げた。半年後の1918年（大正7年）4月、発電所が立地する大野郡上枝村への供給を新たに開始。これを挟む同年上期には電灯数が1万灯を超えた。上枝村に続いて高山周辺では、同年11月より大野郡清見村にて、12月より同郡丹生川村にてそれぞれ供給を始めている。
1918年4月24日開催の臨時株主総会にて、飛騨電灯は益田郡萩原町（現・下呂市）にあった萩原電気の合併と、同郡小坂町（同左）にあった住幸謹が営む電気事業（小坂電気）の事業譲り受けを決議し、同年6月17日逓信省より合併・譲り受けの認可を得た。萩原電気・小坂電気の概要は以下の通り。
萩原電気株式会社
1914年5月20日、萩原町萩原に資本金1万2000円で設立。代表取締役は静岡市の海野平太郎が務める。開業は1915年（大正4年）2月5日付で、萩原町桜洞に桜谷川（飛騨川支流）から引水する出力15 kWの萩原発電所を建設し、萩原町萩原への供給を開始した。1916年（大正5年）1月には萩原町上呂と川西村尾崎への供給も開始している。なおこの間の1915年6月に8000円の増資を決議し、資本金を2万円とした。
飛騨電灯と萩原電気の合併は1918年9月1日付で完了した。合併に伴い飛騨電灯の資本金は1万2000円増の16万2000円となった。
小坂電気（個人営）
住幸謹の個人経営による電気事業として1914年1月に許可を得て同年8月31日付で小坂町に開業した。なお許可当初は住を代表とする「小坂製材所水力電気部」の名義であった。製材所で使用していた動力用の水車を更新する際、水車を設ける小坂川が水量豊富で水力発電に適することから、製材所内に発電設備も新設したことが事業の発端である。発電所出力は6 kWと小さく、供給先は小坂町小坂地内に限られた。
住から飛騨電灯への事業譲渡は決議から1年後の1919年（大正8年）4月1日付で完了した。飛騨電灯では事業譲り受けに伴う増資も行っており、資本金は3000円増の16万5000円となっている。
萩原電気・小坂電気統合完了後の1919年8月、飛騨電灯は53万5000円の増資を決議し、資本金を70万円としている。

### 1920年代の飛騨電灯
1921年（大正10年）12月、高山方面の電源である下切発電所において3号機の増設が完了し、発電所出力が550 kWへと増強された。次いで1924年（大正13年）12月、宮川と下切発電所がある小八賀川の合流点より若干下流に向った吉城郡国府村村山（現・高山市国府町村山）に天神発電所を新設した。発電所出力は500 kW。元は飛騨水電（旧・飛騨電化工業、1919年3月7日資本金65万円で設立）という別会社がカーバイド製造を目指し1919年に着工していたもの。飛騨電灯がこの飛騨水電を合併したのは1924年4月11日付であり、合併に伴う増資額は65万円であった。
小坂・萩原方面では、まず1920年（大正9年）に小坂町にある製材所併設発電所の水路を拡張し、製材所隣接地に小坂発電所を完成させた。発電所出力は当初50 kW、1923年（大正12年）以後は100 kWである。次いで1927年（昭和2年）10月、「小坂萩原連合耕地整理組合」の用水路を活用して小坂町坂下（さこれ）に出力25 kWの坂下発電所を整備した。
供給面では、1921年上期に電灯数が2万灯へ到達し、5年後の1926年（大正15年）上期には3万灯も超えた。また1927年10月からは萩原町の北側に位置する大野郡山之口村（現・下呂市萩原町山之口）への供給も開始した。

### 1930年代の飛騨電灯
1930年（昭和5年）8月、飛騨電灯では池ノ俣（池之俣）発電所を着工した。発電所は丹生川村の山中、下切発電所のある小八賀川の最上流部に位置しており、その工事に際しては貧弱な道路しか通じていないため資材輸送に難渋したという。完成は3年後の1933年（昭和8年）8月で、9月4日より送電を開始した。発電所出力は当初1,220 kW、1936年（昭和11年）2月の変更後は1,480 kWである。
1930年代後半に入ると、電気事業を所管する逓信省では、業態の改善と電気料金の低下を実現すべく全国に散在する小規模電気事業を整理・統合する国策を打ち出した。これに伴い中部地方を管轄する名古屋逓信局では主要事業者に隣接小規模事業を吸収させる方針を定め、飛騨地方については飛騨電灯を核に位山電気・下呂共立電気・久野川電力の3社を統合する旨を打ち出した。そして飛騨電灯では1938年（昭和13年）から翌年にかけて上記3社の統合に踏み切った。この3社の概要は以下の通り。
位山電気株式会社
1924年6月3日、大野郡久々野村久々野（現・高山市久々野町久々野）に資本金5万円で設立。飛騨電灯の平田篤松・日下部九兵衛が設立時取締役を務める。翌1925年4月1日、久々野村と朝日村を供給区域として開業した。発電所は持たず、飛騨電灯からの受電によって営業する。
飛騨電灯では1937年（昭和12年）12月23日の株主総会で位山電気の合併を決議し、半年後の1938年4月1日付で合併を実施した。合併時の位山電気の資本金は5万円のままだが、合併に伴う飛騨電灯の増資は4万5000円に留められており、合併後の資本金は139万5000円となった。また合併に伴う電灯数増加は1777灯である。
下呂共立電気株式会社
1916年8月25日、益田郡下呂村少ケ野（現・下呂市少ケ野）に資本金1万5000円で設立。創業者は同地の中川源治郎で、事業許可を得ていたが開業に至っていなかった下呂水力電気から権利を引き継いで、竹原川（飛騨川支流）に大淵発電所を建設した。開業は1917年1月22日付で、下呂村と東隣の竹原村を供給区域とする。
飛騨電灯では1938年12月23日の株主総会で下呂共立電気の合併を決議し、半年後の1939年（昭和14年）4月1日付で合併を実施した。合併時の下呂共立電気の資本金は10万円で、合併に伴う飛騨電灯の増資額も同額である。合併に伴う供給増は電灯数7000灯・電力供給176.3 kW・電熱その他供給31 kW。
久野川電力株式会社
1918年5月8日、益田郡中原村保井戸（現・下呂市保井戸）に資本金2万5000円で設立。中原村とその東隣の上原村に供給すべく起業された会社で、元上原村長の桂川宗平らにより起業された。開業は1919年5月15日付で、当初は自社の久野川発電所を電源としたが、後に日本電力竹原川発電所からの受電に切り替えた。
飛騨電灯では1939年8月31日付で久野川電力からの事業譲り受けについて認可を得た。事業譲り受けに伴う供給増は電灯数1666灯・電力供給52.2 kW・電熱その他供給1.0 kWである。
事業統合とは別に、飛騨電灯は1936年（昭和11年）6月より丹生川村の東に位置する吉城郡上宝村大字平湯（現・高山市奥飛騨温泉郷平湯）での供給を開始した。同地には1938年9月に出力5 kWの平湯発電所を完成させている。

### 中部配電への統合
1930年代後半より小規模電気事業の整理・統合を国策として推進していた逓信省は、発電・送電事業を特殊会社日本発送電（1939年4月設立）を通じて国家で管理するという電力国家管理政策の実施ののち、配電事業に対する統制も強化して既存配電事業者をすべて解体して地域別の国策配電会社へと再編するという配電統制の方針を定めた。これに従い1941年（昭和16年）8月に「配電統制令」が公布・施行される。そして中部地方では静岡・愛知・三重・岐阜・長野の5県を配電区域とする中部配電株式会社を設立することとなり、東邦電力・日本電力など計11事業者に対してその設立命令が手交された。ただし飛騨電灯は受命者に含まれておらず、この段階では統合対象外である。11事業者の統合による新会社中部配電は、他地区の配電会社8社と歩調を合わせ1942年（昭和17年）4月に発足をみた。
発足後の中部配電では、1942年10月から翌1943年（昭和18年）4月にかけて、配電統制を完成させるべく管内に散在する残余配電事業の統合（第二次統合）を展開した。飛騨電灯もこの第二次統合では統合対象に含まれており、1942年8月5日付で逓信省より配電統制令に基づく電気供給事業設備出資命令を受けた。中部配電に出資すべきとされた事業設備の範囲は、池ノ俣・下切・天神・平湯・坂下・小坂・大淵の7発電所と送電線3路線、変電所1か所、それに中部配電の配電区域内にある配電設備・需要者屋内設備・営業設備の一切である。この設備出資は2か月後の10月1日付で実施に移された。出資の評価額は229万7040円であった。譲渡後の飛騨電灯の動向は資料になく不詳。
最後の供給成績公開となった1940年上半期決算によると、同年5月末時点での飛騨電灯の供給成績は取付電灯数6万1220灯（需要家数1万9550戸）・電力供給1,747.6 kW（同473戸）・電熱その他供給234.2 kW（同1514戸）であった。同年1月に社長を務める平田篤松が死去しており、2月以降は常務の日下部九兵衛が後任社長に昇格していた。

### 年表
- 1902年（明治35年）
  - 8月25日 - 飛騨電灯合資会社発起人に対し電気事業営業許可[6]。
- 1904年（明治37年）
  - 5月29日 - 飛騨電灯合資会社設立。資本金4万円[6]。
  - 11月11日 - 飛騨電灯開業、高山への供給開始[6]。
- 1905年（明治38年）
  - 8月2日 - 飛騨電灯株式会社発起人との間に事業譲渡契約を締結[8]。
- 1906年（明治39年）
  - 7月25日 - 飛騨電灯株式会社設立。資本金5万円、本店所在地大野郡高山町大字町方1954番戸[1]。
  - 8月4日 - 飛騨電灯株式会社、設立登記と同時に営業開始[9]。
- 1911年（明治44年）
  - 3月10日 - 10万円の増資を決議[13]。
- 1918年（大正7年）
  - 9月1日 - 萩原電気株式会社（益田郡萩原町）を合併[19]、資本金16万2000円となる[15]。
- 1919年（大正8年）
  - 4月1日 - 益田郡小坂町の住幸謹経営電気事業を譲り受ける[20]、資本金16万5000円となる[15]。
  - 8月23日 - 53万5000円の増資を決議[27]。
- 1924年（大正13年）
  - 4月11日 - 飛騨水電株式会社を合併[30]、資本金135万円となる[15]。
  - 12月24日 - 天神発電所に仮使用認可[59]。
- 1933年（昭和8年）
  - 9月4日 - 池ノ俣発電所に仮使用認可[35]。
- 1938年（昭和13年）
  - 4月1日 - 位山電気株式会社（大野郡久々野村）を合併[41]、資本金139万5000円となる[42]。
- 1939年（昭和14年）
  - 4月1日 - 下呂共立電気株式会社（益田郡下呂町）を合併[46]、資本金149万5000円となる[47]。
  - 8月31日 - 久野川電力株式会社（益田郡中原村）からの事業譲り受けについて認可[49]。
- 1942年（昭和17年）
  - 8月5日 - 逓信大臣より中部配電に対する事業設備出資命令を受命[58]。
  - 10月1日 - 中部配電への事業出資を実施[57]。

## 供給区域
1940年（昭和15年）5月末時点における飛騨電灯の供給区域は、以下の岐阜県下1市3郡4町13村であった。
- 市部 ： 高山市（旧高山町・灘村・大名田町）
- 大野郡 ：
  - 大八賀村・丹生川村・上枝村・清見村・久々野村（現・高山市）
  - 山之口村（現・下呂市）
- 吉城郡 ：
  - 国府村・上宝村大字平湯（現・高山市）
  - 古川町（現・飛騨市）
- 益田郡 ：
  - 朝日村（現・高山市）
  - 小坂町・萩原町・川西村・下呂町・竹原村・上原村・中原村（現・下呂市）

ただし、大野郡清見村における供給区域は東部の6大字（三日市・牧ケ洞・藤瀬・福寄・三ツ谷・坂下）のみ、益田郡朝日村における供給区域は西部の5大字（小谷・甲・見座・小瀬・立岩）のみ。また大野郡久々野村は大字山梨が供給区域から外れている。

## 発電所

### 下切発電所
位置 ： 北緯36度10分55.2秒 東経137度15分30.1秒 / 北緯36.182000度 東経137.258361度
最大7か所あった飛騨電灯の水力発電所のうち、その最初のものは下切発電所という。飛騨電灯の開業にあわせて1904年（明治37年）11月に運転を開始した。所在地は大野郡上枝村大字下切（現・高山市下切町）。
神通川（宮川）の支流にあたる小八賀川から取水する発電所の一つ。取水堰堤は発電所から1キロメートルほどさかのぼった丹生川村大字新張（現・高山市丹生川町新張）に設ける。初期の発電設備はマコーミック型水車・75 kW三相交流発電機各1台で、これは1942年（昭和17年）まで用いられた。製造者は水車がアメリカのモルガン・スミス (S. Morgan Smith)、発電機がゼネラル・エレクトリック (GE) である。発電所出力は当初75 kWであったが、1912年（明治45年）に150 kWへと引き上げられた。これは同年5月に2号機が増設されたことに伴う。増設分はマコーミック型水車・GE製150 kW発電機からなる。
1917年（大正6年）11月、1912年設置の2号機を更新する形で電業社製フランシス水車・芝浦製作所製189 kW発電機が設置され、認可出力が200 kWへと引き上げられた。さらに1921年（大正10年）12月には3号機が完成し認可出力は550 kWとなった。3号機は電業社製フロンタル型水車と芝浦製450 kW発電機からなる。
1942年10月1日付で飛騨電灯から中部配電へと引き継がれた。太平洋戦争後の1951年（昭和26年）5月からは中部電力に属する。その後、飛騨電灯時代からの建屋・発電設備は1985年（昭和60年）まで用いられた。

### 天神発電所
位置 ： 北緯36度11分54.8秒 東経137度15分20.0秒 / 北緯36.198556度 東経137.255556度
高山方面で2番目の発電所が天神発電所である。飛騨電化工業という別会社により1919年（大正8年）に着工されるが、水害や不況で工事は中断。飛騨電灯で工事を引き継いで1924年（大正13年）12月にようやく完成に至った。仮使用認可は12月24日付である。所在地は吉城郡国府村大字村山（現・高山市国府町村山）。
宮川本流に位置する発電所である。下切発電所の下流側、小八賀川が宮川に合流する地点のやや下流に取水堰堤を設ける。有効落差が9.1メートルと小さく、水圧鉄管で水を落として発電するのではなく水槽の底に水車を置いて発電するという開放型水車が採用された。設備は奥村電機製のフランシス水車・850キロボルトアンペア (kVA) 発電機各1台からなり、発電所出力は500キロワットであった。
下切発電所と同様に1942年より中部配電、1951年より中部電力に属する。飛騨電灯時代からの設備はその後1982年（昭和57年）まで使用された。

### 池ノ俣発電所
位置 ： 北緯36度9分24.5秒 東経137度29分21.5秒 / 北緯36.156806度 東経137.489306度
高山方面で3番目の発電所が池ノ俣発電所（「池之俣発電所」とも）である。飛騨電灯が1930年（昭和5年）8月に起工し、3年後の1933年（昭和8年）8月上旬に完成させた。同年9月4日付で仮使用認可があり、直ちに送電が開始されている。所在地は大野郡丹生川村大字池之俣（現・高山市丹生川町池之俣）。
乗鞍岳の山麓、小八賀川の最上流部に立地し、水路途中に調整池を持つという点が特徴。下切・天神両発電所とは異なり、建屋は当初から鉄筋コンクリート構造で建てられた。発電設備は日立製作所製のペルトン水車・1,250 kVA発電機各2台からなる。発電所出力は当初1,220 kW（うち常時出力700 kW）、1936年（昭和11年）2月の変更後は最大1,480 kWである。
池ノ俣発電所も1942年より中部配電、1951年からは中部電力に属する。飛騨電灯時代の設備はその後1988年（昭和63年）まで使用された。
池ノ俣発電所の建設後、飛騨電灯では同じ小八賀川に茶屋野発電所（出力910 kW）と旗鉾発電所（出力2,000 kW）を着工したが、飛騨電灯時代には完成に至らなかった。両発電所とも中部配電に工事が継承されたのち、茶屋野発電所は1944年（昭和19年）12月、旗鉾発電所は翌1945年（昭和20年）11月にそれぞれ運転を開始している。

### その他の発電所
下切・天神・池ノ俣の3発電所以外の発電所はいずれも小規模であった。4か所のうち2か所が自社建設で、残り2か所は事業統合によって引き継いだものになる。これらの発電所概要（1939年末時点）は下表の通り。
| 発電所名 | 出力 (kW) | 所在地       | 河川名           | 運転開始   | 備考                                                      |
| -------- | --------- | ------------ | ---------------- | ---------- | --------------------------------------------------------- |
| 平湯     | 5         | 吉城郡上宝村 | 神通川水系高原川 | 1938年9月  | 自社建設 1953年3月廃止                                    |
| 小坂     | 100       | 益田郡小坂町 | 木曽川水系小坂川 | 1914年6月  | 前所有者：住幸謹 1952年9月「川井田」へ改称 1956年12月廃止 |
| 坂下     | 50        | 益田郡小坂町 | 木曽川水系小坂川 | 1927年10月 | 自社建設 1950年6月廃止                                    |
| 大淵     | 42.5      | 益田郡下呂町 | 木曽川水系竹原川 | 1917年3月  | 前所有者：下呂共立電気 1955年2月廃止                      |

4か所のうち大淵発電所のみ発生電力の周波数が50ヘルツに設定されており、他の6発電所の周波数60ヘルツと異なる。
上記4発電所についても1942年より中部配電より属する。坂下発電所を除いて1951年に中部電力へと引き継がれたが、その後廃止されておりいずれも現存しない。